# Liber iste
Le Liber iste est un traité pharmacologique en latin du XIIe siècle, traditionnellement attribué au médecin salernitain Matthieu Platearius. Il comporte une liste de 67 à 93 remèdes, en fonction des versions, ainsi qu'une série de commentaires et de réflexions plus théoriques. L'ouvrage, qui a eu un succès important avant d'être supplanté par l'Antidotaire Nicolas, a été transmis par plus d'une trentaine de manuscrits. Comme c'est le cas pour de nombreux textes médiévaux, le traité est connu dans la littérature historiographique par les deux premiers mots de son incipit : Liber iste qui in presentia nobis legendus occurrit ex multorum antidotis est compilatus (« Ce livre, qu'il nous appartient de lire à présent, est compilé à partir de nombreux antidotaires »).